# تريفور بارون
تريفور بارون (بالإنجليزية: Trevor Barron)‏ هو منافس ألعاب قوى أمريكي، ولد في 30 سبتمبر 1992 في بيتسبرغ في الولايات المتحدة.

## وصلات خارجية
- تريفور بارون على موقع الاتحاد الدولي لألعاب القوى (الإنجليزية)
- تريفور بارون على موقع أوليمبيديا (الإنجليزية)
- تريفور بارون على موقع اللجنة الأولمبية والبارالمبية الأمريكية (الإنجليزية)